# 신음역
신음역(新音驛)은 경상남도 함안군 가야읍 신음리에 있었던 경남선의 철도역이다. 현재는 흔적이 거의 남아있지 않다. 이 역이 위치했던 자리는 지금의 신음건널목 부근이다.

## 연혁
- 1923년 12월 1일 : 임시승강장으로 영업 개시[2]
- 1927년 6월 1일 : 폐역
- 2012년 10월 23일 : 경전선 이설로 선로 폐지